# Ельгета
Ельгета (баск. Elgeta (офіційна назва), ісп. Elgueta) — муніципалітет в Іспанії, у складі автономної спільноти Країна Басків, у провінції Гіпускоа. Населення — 1069 осіб (2009).
Муніципалітет розташований на відстані близько 320 км на північ від Мадрида, 45 км на південний захід від Сан-Себастьяна.

## Демографія
Динаміка населення (INE ):

## Галерея зображень

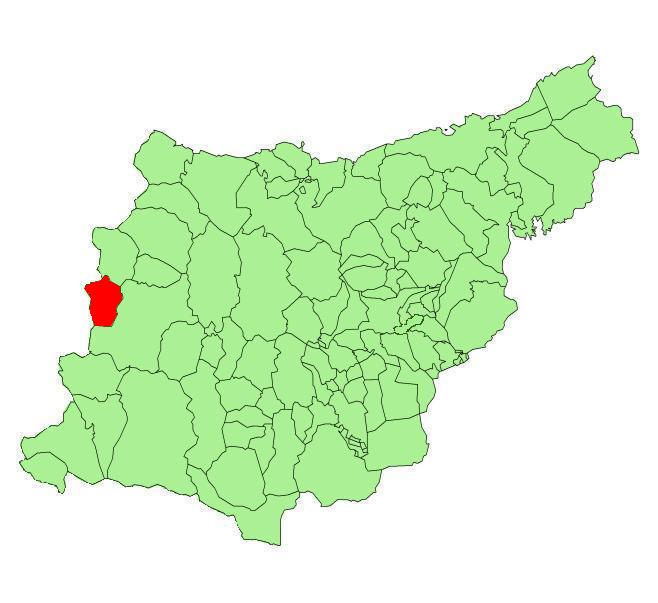
Розташування муніципалітету
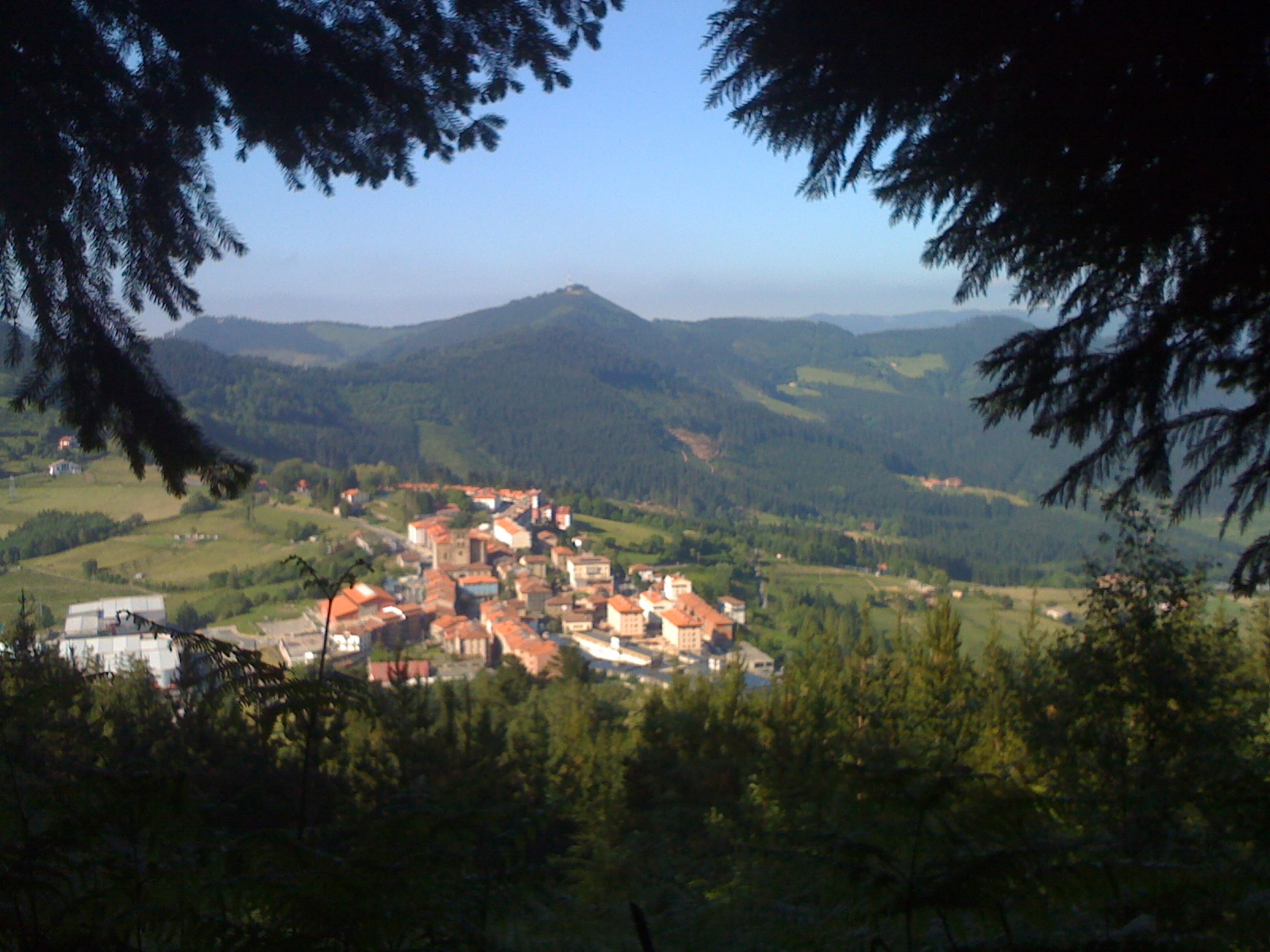
Ельгета